# 蔚山町停留場
蔚山町停留場（うるさんまちていりゅうじょう）は、熊本県熊本市中央区新町一丁目、新町三丁目にある熊本市交通局（熊本市電）の電停。停留所番号はB6。B系統が停車する。

## 歴史

### 年表
- 1929年（昭和4年）6月20日：蔚山町停留場として開業。
- 時期不明：廃止。
- 1948年（昭和23年）5月：蔚山町護国神社前駅として開業。
- 1961年（昭和36年） - 1962年（昭和37年）：蔚山町停留場に改称[注釈 1]。

### 停留場名の由来
周辺の地名にちなむ。文禄・慶長の役の際、加藤清正が陣取った蔚山（「蔚山城の戦い」も参照）、あるいはそこから連れてきた人々を住まわせたことにちなむ、と言い伝えられる。
なお、熊本市電の案内や路線図で使用される電停名の韓国語表記では、日本語の音をそのままハングルで表記した「우루산마치（Urusanmachi）」ではなく、「蔚山」の部分を朝鮮漢字音で読んだ「울산마치（Ulsanmachi）」が用いられている。

## 利用可能な路線
熊本市交通局
- 上熊本線 - ■B系統

## 停留場構造

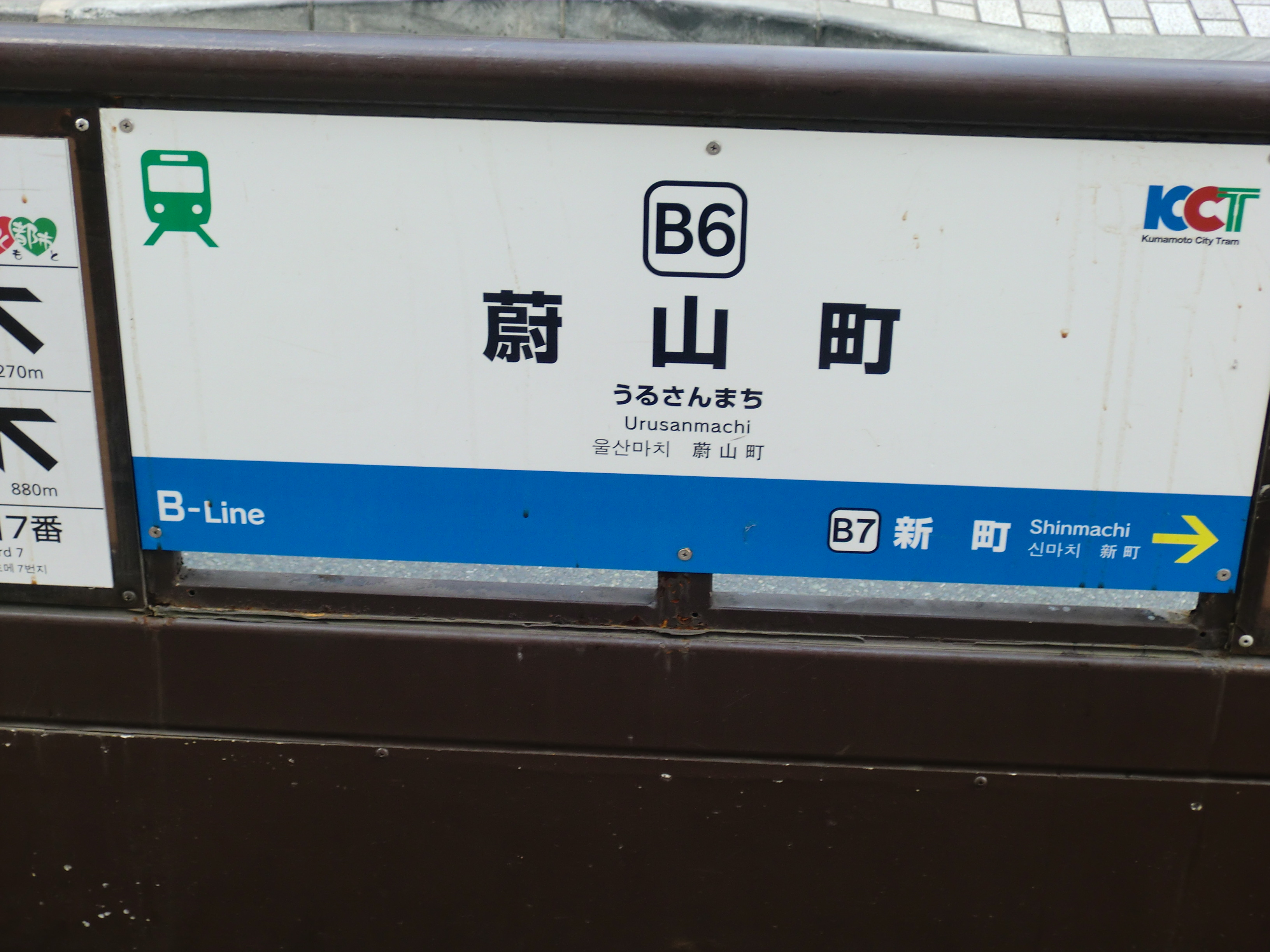
蔚山町停留場の駅名標

相対式2面2線である。信号機のない横断歩道を渡ってアクセスする。
| のりば | 路線               | 方向 | 行先                                   | 備考                                   |
| ------ | ------------------ | ---- | -------------------------------------- | -------------------------------------- |
| 西側   | ■B系統（上熊本線） | 上り | 段山町・本妙寺入口・上熊本方面         |                                        |
| 東側   | ■B系統（上熊本線） | 下り | 辛島町・通町筋・水前寺公園・健軍町方面 | 熊本駅前方面は辛島町で■A系統に乗り換え |

## 利用状況
| 1日乗降人員推移 | 1日乗降人員推移 |
| 年度            | 1日平均人数     |
| --------------- | --------------- |
| 2011年          | 522             |
| 2012年          | 497             |
| 2013年          | 624             |
| 2014年          | 593             |
| 2015年          | 737             |
| 2016年          | 630             |
| 2017年          | 672             |
| 2018年          | 576             |
| 2019年          | 680             |
| 2020年          | 526             |
| 2021年          | 446             |
| 2022年          | 486             |

## 停留場周辺
- 熊本市子ども文化会館
- 熊本市立西山中学校
- 熊本市立一新小学校
- 熊本城公園
  - 熊本県護国神社
  - 藤崎台県営野球場
  - 熊本市立熊本博物館

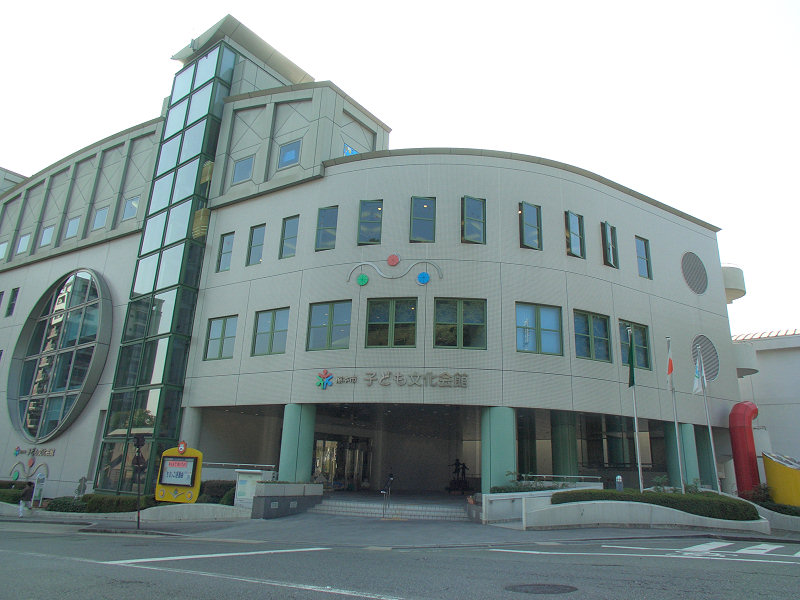
熊本市子ども文化会館

  - 旧細川刑部邸（細川忠利の弟・細川興考（ほそかわおきたか）邸）
  - 熊本県立美術館本館（くまもとアートポリス選定既存建造物）
  - 二の丸公園
  - 三の丸公園
- 熊本新町郵便局
- 産交タクシー本社
- 国立病院機構熊本医療センター
  - 国立病院機構熊本医療センター附属看護学校

## バス路線
当停留場から最寄りのバス停留所は蔚山町バス停。
| 系統                                                       | 運行業者                         | 行先 | 備考                             |
| 桜町BT方面・熊本駅、大学病院方面                           | 桜町BT方面・熊本駅、大学病院方面 | 桜町BT方面・熊本駅、大学病院方面 | 桜町BT方面・熊本駅、大学病院方面 |
| ---------------------------------------------------------- | -------------------------------- | --- | -------------------------------- |
| O2-0                                                       | 都市バス                         | 第一環状線<内回り>（熊本駅前・大学病院前・熊本整形外科病院前・大江渡鹿方面）                                                        | 一部「熊本駅」止め便あり。       |
| U2-1・U2-2・U3-1                                           | 産交バス                         | 桜町BT |                                  |
| 本妙寺電停前、上熊本駅方面・熊本城周遊バス「しろめぐりん」 |                                  | |                                  |
| O2-0                                                       | 都市バス                         | 第一環状線<外回り>（上熊本駅前・京町本丁・浄行寺町・子飼橋方面）                                                                    |                                  |
| U2-1                                                       | 産交バス                         | 植木駐車場（上熊本駅・和泉・万楽寺・菱形小学校入口・植木・北区役所前経由）                                                          |                                  |
| U2-2                                                       | 産交バス                         | 万楽寺（上熊本駅・西里駅前経由） |                                  |
| U3-1                                                       | 産交バス                         | 河内温泉（本妙寺・峠の茶屋・岩戸観音入口・河内中学校前経由）                                                                        |                                  |
| SS                                                         | 都市バス                         | 熊本城周遊バス「しろめぐりん」（藤崎台下・桜町BT・桜の馬場 城彩苑・熊本城二の丸駐車場・博物館旧細川刑部邸前・県立美術館分館横方面） |                                  |

## 隣の停留場
熊本市交通局
■B系統（上熊本線）
段山町電停 (B5) - 蔚山町電停 (B6) - 新町電停 (B7)